# Charlottenhütte

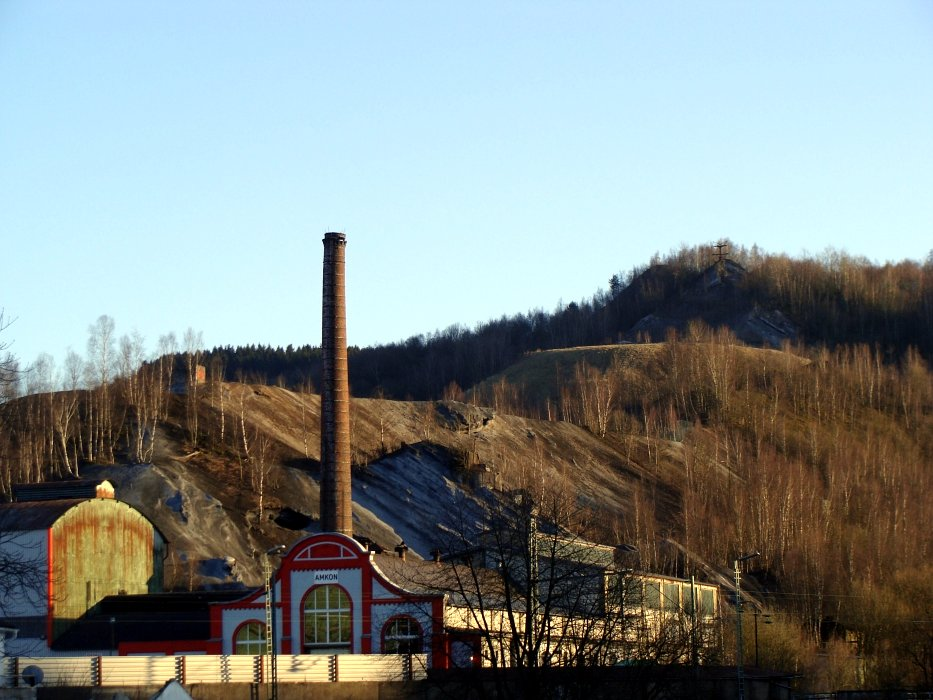
Ehemalige Charlottenhütte (2008)

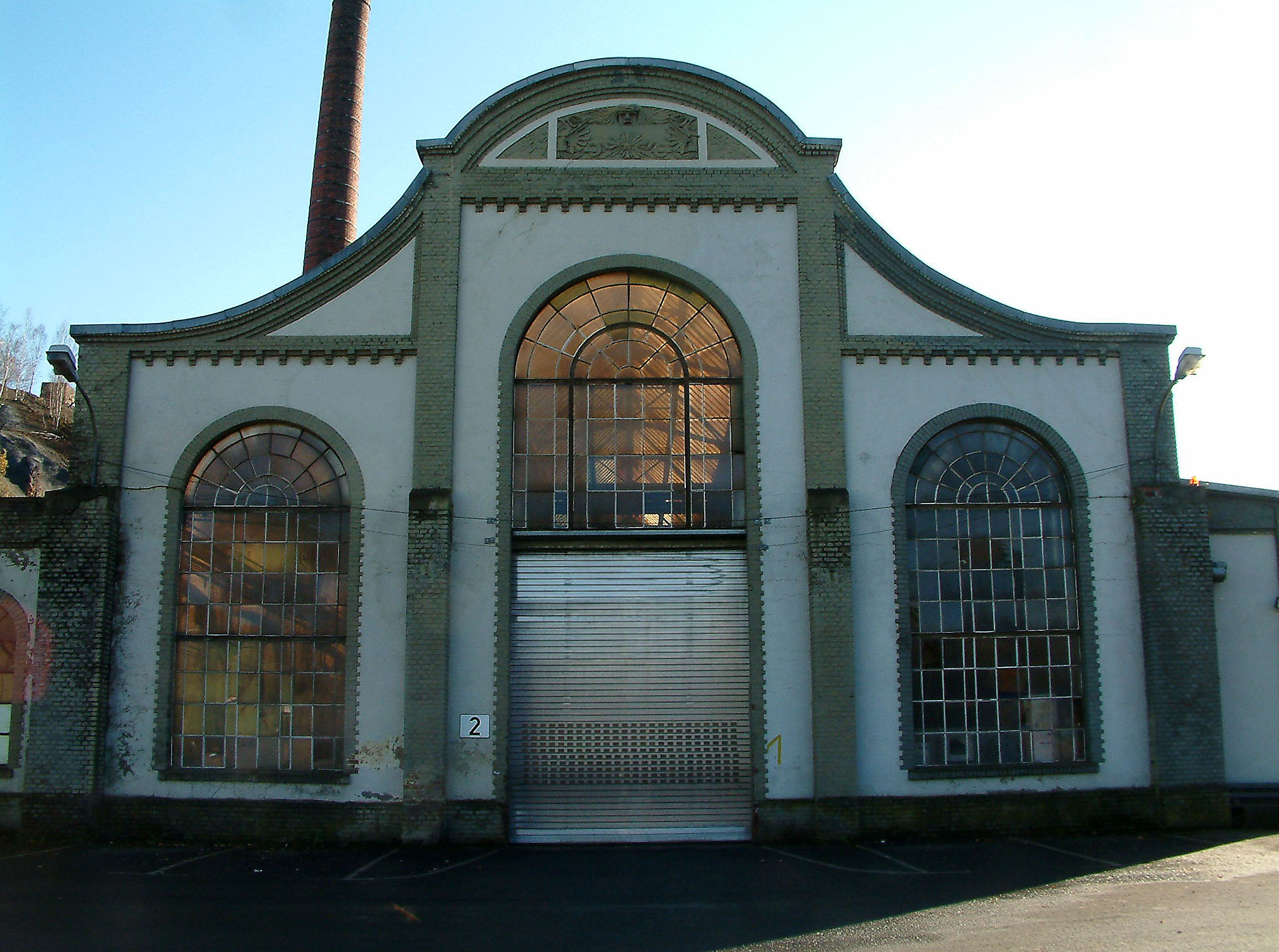
Hallenfassade aus der Nähe (2005)

Die Charlottenhütte um 1905, im Vordergrund die Sieg

Die Charlottenhütte war eine Eisenhütte bei Niederschelden im heutigen Stadtgebiet Siegens im gleichnamigen Kreis. Das Werk lag zwischen Niederschelden und Niederschelderhütte an der Grenze zu Rheinland-Pfalz bzw. zur Sieg, südlich der heutigen Bundesstraße 62 und war eine der größten Hütten im Siegerland.

## Geschichte
1856 erhielten die Geschwister Kreutz aus Siegen eine Konzession zum Bau einer Eisenhütte mit zwei koksbetriebenen Hochöfen in der Niederschelder Gemarkung. Acht Jahre später wurde die „Aktiengesellschaft Charlottenhütte“ gegründet und der erste Hochofen angeblasen. Die Charlottenhütte war der erste koksbetriebene Hüttenbetrieb im Siegerland. Der zweite Hochofen wurde 1866 errichtet und ein Jahr darauf erstmals angeblasen. Bis 1900 wurde der Betrieb um eine Stahlgießerei, ein Hammerwerk und Bearbeitungswerkstätten erweitert. 1905 wurde das Grobblechwalzwerk und das neue Verwaltungsgebäude der Hütte errichtet. Wurden 1866 noch knapp 8500 t Roheisen hergestellt, vervielfachte sich die Produktion bis 1900. Dies hing auch mit dem stark wachsenden Eisenerzbergbau zusammen. Das Aktienkapital stieg von 125.000 Talern im Jahr 1864 auf 1,5 Mio. Mark 1899.
Im Laufe der Jahre erwarb der Betrieb mehrere Gruben zur eigenen Erzversorgung und weitere Betriebe, größtenteils in der näheren Umgebung gelegen. Das waren zum Beispiel 1898/99 die Grube Brüderbund bei Eiserfeld oder 1911 die Eiserner Hütte und die Grube Eisernhardter Tiefbau. 1914 erwarb die Hütte zusammen mit den Geisweider Eisenwerken 50 % der Grevenbrücker Kalkwerke. 1911 hatte die Charlottenhütte ein Kapital von 4.047.000 Mark. Im Geschäftsjahr 1912/13 stieg der Umsatz der Hütte auf einen vorläufigen Rekord von 16 Mio. Mark. Ab Oktober 1914 liefen die Hochöfen der Charlottenhütte aufgrund der Kriegsgeschehnisse mit voller Auslastung. Die Roheisenproduktion stieg im Krieg von 53.000 t im Jahr 1914 auf 77.000 t in 1918. Aufgrund der positiven Gewinnentwicklung der Hütte stieg sie in den Kriegsjahren in die Spitzengruppe der deutschen Montanindustrie auf.
Aufgrund der deutschen Manganknappheit im Ersten Weltkrieg waren Siegerländer Erze wegen ihres hohen Mangangehaltes begehrt. Gegen Ende 1916 wurde auf der Charlottenhütte ein neues Verfahren öffentlich gemacht, mehr Mangan aus dem zu verhüttenden Erz frei zu bekommen und so die Manganknappheit zu verringern. Diese und andere technische Neuerungen sowie Zukäufe oder Beteiligungen an anderen Werken ließen die Charlottenhütte stetig anwachsen und bedeutender werden.
Im April 1915 wurde der spätere Industrielle Friedrich Flick Mitglied im Vorstand der Hütte. In diesem Jahr beschäftigte die Hütte in Niederschelden und Eisern zusammen 953 Arbeiter, auf den beiden Gruben waren 630 Bergleute angestellt. Mit Gewinnen, die im Krieg erzielt wurden, finanzierte er auf der Hütte eine „Politik der Expansion“, der Kauf von Erzgruben und Hüttenwerken in der Umgebung ließ das Unternehmen rasant anwachsen. Im Jahre 1916 konnte Flick den Vorstand des Köln-Müsener Bergwerks-Vereins, der die Kreuztaler Hütte sowie die Grube Stahlberg bei Müsen hielt, von der Fusion beider Unternehmen überzeugen, wobei die Charlottenhütte als damals vermeintlich kleineres Unternehmen die Rolle der aufnehmenden Gesellschaft spielte. Das Aktienkapital der Hütte vergrößerte sich auf 6,25 Mio. Mark. Zudem wurden die Neunkirchener Gewerkschaft Knappschaftsglück und die Grube Louise bei Nieder-Ohmen (Vogelsberg) sowie die Sieghütter Eisenwerk AG in Siegen erworben. Bis 1918 verdoppelte sich so das Aktienkapital der Hütte. Weitere Angliederungen waren u. a.:
- 1917: Eichener Walzwerk und Verzinkerei AG inkl. des Werkes in Attendorn
- 1918: Feinblechwalzwerk Ax, Schleifenbaum und Mattner, Siegen; Walzwerk in Weidenau; Grube Wernsberg bei Brachbach; Siegener Eisenbahnbedarf AG in Dreis-Tiefenbach mit Stanzwerk in der Eintracht in Siegen
- 1920: Gewerkschaft Neue Haardt, Weidenau

Diese Entwicklungen waren ein Dorn im Auge großer Ruhrkonzerne wie Thyssen oder Klöckner. 1919 wurde Flick auch wegen seiner Leistungen um den Kauf des Köln-Müsener Bergwerks-Vereins Generaldirektor der Charlottenhütte. 1920 musste Flick von weiteren Erweiterungen der Hütte Abstand nehmen, er erhielt dafür ein Aktienpaket und damit die Mehrheit der Aktien der Charlottenhütte. Durch weitere, heimlich durchgeführte Käufe erwarb die Hütte Mitspracherechte und Mehrheiten an bedeutenden Montanunternehmen Oberschlesiens. Bei diesen Käufen kam die schnell ansteigende Inflation gelegen. 
Im Juni 1926 ging die Charlottenhütte als damals größtes Siegerländer Unternehmen in den Besitz der Vereinigten Stahlwerke AG über. Der Hüttenbesitz ging an die „Mitteldeutschen Stahlwerke“, kurz „Mittelstahl“. Im neuen Konzern oblagen Flick die Führungen von Mittelstahl und der oberschlesischen Beteiligungen. Entgegen dem Versailler Vertrag baute er im polnischen Teil Oberschlesiens seinen Aktienbesitz aus, auch in enger Zusammenarbeit mit der Reichsregierung. Gegen Ende Dezember 1931 stand die Charlottenhütte aufgrund der wirtschaftlichen Situation kurz vor der Zahlungsunfähigkeit. 1934 wurde die Charlottenhütte innerhalb der AG in die Hüttenwerke Siegerland eingegliedert. 1942 erfolgte die Stilllegung des Niederschelder Grobblechwalzwerks. 1966 fasste man aufgrund mangelnden Absatzes den Beschluss zur Stilllegung des letzten Hochofens der Charlottenhütte. 1968/69 erfolgte dann die Verpachtung bzw. der Verkauf des Werkes an die Stahlwerke Südwestfalen AG in Geisweid.
Heute werden die verbliebenen Betriebsgebäude der Charlottenhütte von verschiedenen Firmen industriell genutzt.
2022 wurden 6.800 Großbildnegative der Charlottenhütte gefunden. Nach der Digitalisierung steht jetzt eine Auswahl von rund 2.300 historischen Fotografien online frei zur Verfügung.